# Ahuacatitlán, Tlalixtaquilla de Maldonado
Ahuacatitlán är en ort i Mexiko.   Den ligger i kommunen Tlalixtaquilla de Maldonado och delstaten Guerrero, i den sydöstra delen av landet, 220 km söder om huvudstaden Mexico City. Ahuacatitlán ligger 1 078 meter över havet och antalet invånare är 457.
Terrängen runt Ahuacatitlán är huvudsakligen kuperad. Ahuacatitlán ligger nere i en dal som går i öst-västlig riktning. Runt Ahuacatitlán är det ganska tätbefolkat, med 58 invånare per kvadratkilometer. Närmaste större samhälle är Tlapa de Comonfort, 16,2 km väster om Ahuacatitlán. I omgivningarna runt Ahuacatitlán växer huvudsakligen savannskog.